# Ryanggang
Le Ryanggang (en coréen : 량강, Ryanggang-do, /ɾjaŋ.ɡaŋ.do/) est une province de la Corée du Nord, située au nord-est du pays, et longeant la Chine sur sa frontière nord, en particulier la Préfecture autonome coréenne de Yanbian et la ville-préfecture de Baishan. Il est également entouré par le Chagang à l'ouest, le Hamgyŏng du Nord à l'est et le Hamgyŏng du Sud au sud dont il a été détaché en 1954. La capitale provinciale est la ville de Hyesan. En Corée du Sud, le Ryanggang est appelé Yanggang (en coréen : 양강). C'est une région montagneuse possédant un climat continental humide avec des hivers très rigoureux mais secs et des étés bien arrosés. Le recensement de 2008 y dénombre 719 269 habitants, ce qui en fait la province la moins peuplée de Corée du Nord, et aussi la moins dense avec cinquante habitants par kilomètre carré.
| Mois                     | jan.  | fév.  | mars | avril | mai  | juin | jui. | août  | sep. | oct. | nov. | déc.  | année |
| ------------------------ | ----- | ----- | ---- | ----- | ---- | ---- | ---- | ----- | ---- | ---- | ---- | ----- | ----- |
| Température moyenne (°C) | −19,3 | −14,5 | −4,9 | 5,1   | 12,3 | 16,5 | 20,7 | 19,9  | 12,7 | 4,9  | −4,9 | −15,7 | 2,73  |
| Précipitations (mm)      | 5,8   | 6,7   | 16   | 28,7  | 56,6 | 92,4 | 135  | 142,6 | 63,9 | 24,2 | 15,6 | 9,4   | 596,9 |

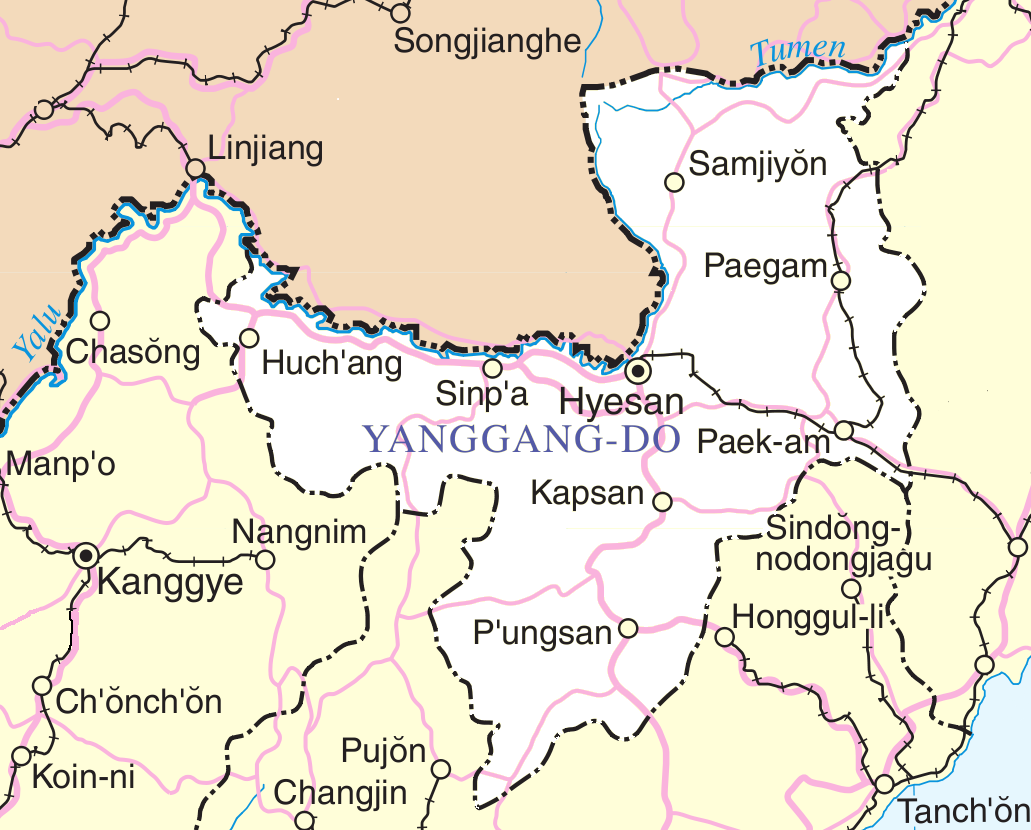
Carte détaillée de la province de Ryanggang (Corée du Nord)

La frontière avec la Chine est formée par deux fleuves, le Yalu qui coule vers la mer Jaune et le Tumen qui descend vers la mer du Japon. Entre les deux rivières à leur source, le mont Paektu se dresse au milieu du massif du Changbai. C'est une montagne révérée par les coréens et les mandchous comme étant la terre d'origine de leur peuple. Le mont Paektu est la plus grande montagne du pays, ce volcan culmine à 2 744 mètres, son cratère est rempli par un lac, le lac du Paradis. Cette montagne a aussi une importance particulière en Corée du Nord : selon la biographie officielle, c'est là que le président Kim Jong-il serait né alors que ses parents commandaient la guérilla anti-japonaise.

## Divisions administratives

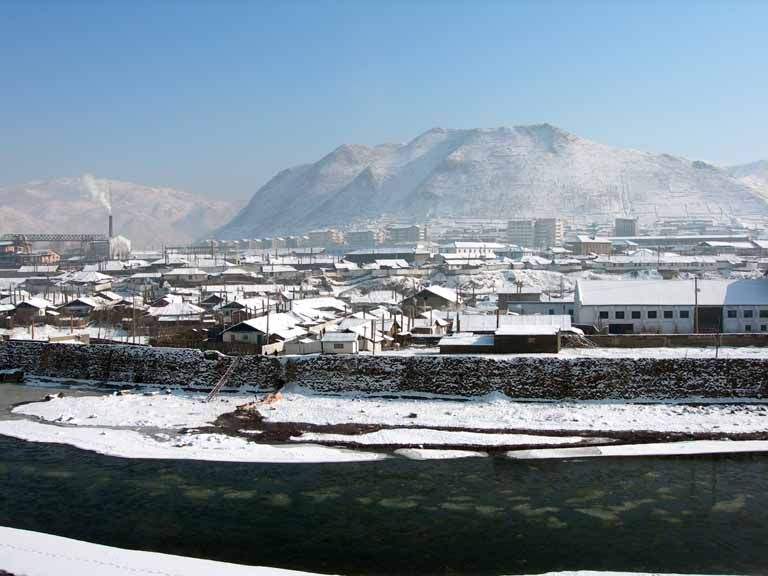
Hyesan au bord du Yalou

Le Ryanggang est découpé en 11 arrondissements (gun) et 1 ville (si) : la capitale Hyesan. Les chiffres de population donnés sont ceux du recensement de 2008.
- Hyesan-si (혜산시 ; 192 680 habitants)
- Kabsan-gun (갑산군 ; 70 611 hab.) 
 Sur le plateau de Kaema, culminant au Tongjomryangsan à 2113 m et autour de la rivière Hochon qui permet la culture du riz. La spécialité locale est le houblon ainsi que les patates et le miel. Il y a aussi des mines de charbon et de pyrite cuivreuse. Recouverte de forêts à 85 %, l'industrie du bois y tient une place importante.
- Paekam-gun (백암군 ; 67 683 hab.) 
 Sur le plateau de Paektu, c'est l'arrondissement le plus venté du pays. Seule 4 % de la terre est cultivée. Il renferme d'importantes ressources en minerai (magnésite, alunite, kaolinite, cuivre, dolomite, tungstène, plomb, zinc, …)
- Unhung-gun (운흥군 ; 61 705 hab.)
- Kim Hyong Jik-gun (김형직군 ; 57 729 hab.) 
 Anciennement nommé Huchang, il a été renommé en 1988 en l'honneur de Kim Hyong-jik, le père du premier premier ministre, Kim Il Sung. Le 9 septembre 2004, cet arrondissement fut le théâtre d'une forte explosion à Yongjo-ri, l’explosion de Ryanggang.
- Pungso-gun (풍서군 ; 44 112 hab.)
- Samsu-gun (삼수군 ; 40 311 hab.)
- Kim Jong Suk-gun (김정숙군 ; 42 618 hab.) 
 Détaché de Samsu en 1981, il a reçu le nom de Kim Jong-suk, la mère de Kim Jong-il. Il est situé entre le plateau de Kaema et le Yalou
- Kim Hyong Gwon-gun (김형권군 ; 37 528 hab.) 
 Auparavant nommé Pungsan, il a été renommé en 1990 en l'honneur de l'oncle de Kim Il Sung. C'est la région d'origine d'une race de chien de chasse, le Pungsan (en). Il y a plusieurs centrales hydroélectriques.
- Pochon-gun (보천군 ; 37 225 hab.)
- Taehongdan-gun (대홍단군 ; 35 596 hab.) 
 Située près du Tumen, la région est couverte à 91 % par la forêt. Longtemps peu peuplée, c'est devenu un centre de production de pommes de terre, mais aussi de blé et de soja. L'industrie du bois est aussi importante[2]
- Samjiyon-gun (삼지연군 ; 31 471 hab.) 
 Son nom signifie l'arrondissement des trois lacs. Il est situé autour du mont Paektu. C'est un centre touristique avec la possibilité de faire du ski et de visiter la maison natale de Kim Jong-Il. Celle-ci est un refuge de montagne, aussi appelé le camp secret du mont Paektu. On peut y visiter le grand monument de Samjiyon, et les tours de la victoire de Musan (22 et 23 mai 1939) et de la bataille de Pochonbo (4 juin 1937). La région est desservie par un aéroport (en). Son chef-lieu est la petite ville de Samjiyon.

La mine d'Unryul produit du minerai de fer, celle de Holdong des métaux non ferreux, Kujang de la dolomie. Il existe d'autres mines à Ryong-am, Taehung et Sangryong.

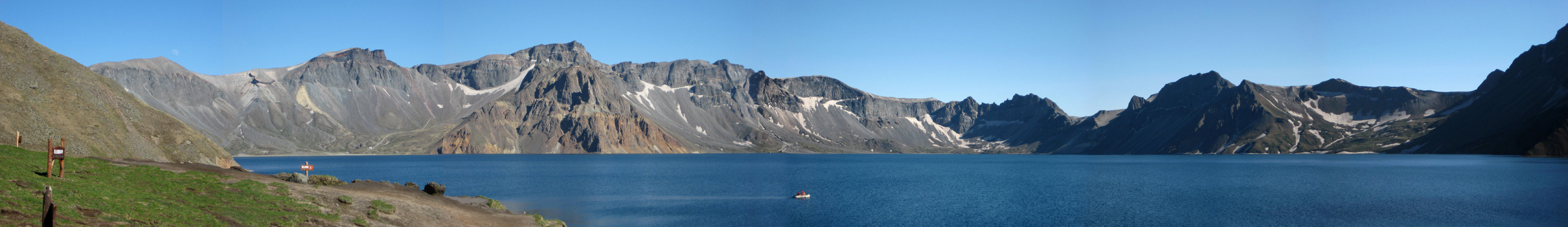
Le lac du Paradis au sommet du Mont Paektu

## Culture et tourisme
- Le pavillon Chinbuk à Kabsan a été classé trésor national. Il y a aussi le pavillon Kwaegung et les sources chaudes de Naegok.

- La réserve zoologique de Taehung se trouve à cheval sur les arrondissements de Pochon et de Paekam. C'est une zone de reproduction pour les cerfs qui y restent l'été avant de retourner passer l'hiver au mont Paektu. La réserve renferme des zibelines, des martres jaunes et des chevrotains porte-musc. C'est une région riche en forêt (sapin, épicéa, mélèze, bouleau, …)[4].

- La réserve naturelle d'Ogasan, grande de 3 100 hectares, est située autour du mont Oga qui culmine à plus de mille mètres d'altitude dans l'arrondissement de Kim Hyong Jik à la frontière avec le Chagang. C'est une des plus anciennes forêts de Corée avec des pins parasols et des tilleuls vieux de plus de cinq-cents ans. En particulier, il s'y trouve un chêne de Mongolie vieux de sept-cents ans et un if de plus de mille-cent ans[5].